# Física estatística
A física estatística é o ramo da física que usa métodos da teoria das probabilidades e estatística e, particularmente, as ferramentas matemáticas para lidar com grandes populações e aproximações, na solução de problemas físicos. Pode descrever uma grande variedade de campos com uma natureza inerentemente estocástica. Suas aplicações incluem muitos problemas nos campos da física, biologia, química, neurologia e até mesmo em algumas ciências sociais, como a sociologia. Seu principal objetivo é esclarecer as propriedades da matéria sob conjuntos, em termos de leis físicas que regem o movimento atômico.
Em particular, a mecânica estatística desenvolve os resultados fenomenológicos da termodinâmica a partir de uma análise probabilística dos sistemas de base microscópica. Historicamente, um dos primeiros tópicos da física onde foram aplicados métodos estatísticos foi o campo da mecânica, que se preocupa com o movimento de partículas ou objetos quando submetidos a uma força.

## Mecânica estatística
A mecânica estatística fornece um quadro que relaciona as propriedades microscópicas de átomos e moléculas com as propriedades macroscópicas ou extensivas de materiais que podem ser observados na vida cotidiana. Portanto, ela explica a termodinâmica como um resultado natural da estatística, mecânica clássica e mecânica quântica ao nível microscópico. Por causa desta história, a física estatística é muitas vezes considerada como sinônimo de mecânica estatística ou termodinâmica estatística.
Uma das equações mais importantes da mecânica estatística (análogo à F = ma em mecânica, ou a equação de Schrödinger na mecânica quântica) é a definição da função de partição Z, que é essencialmente uma soma ponderada de todos os possíveis estados q disponíveis para um sistema .
{\displaystyle Z=\sum _{q}{\mathrm {e} ^{-{\frac {E(q)}{k_{B}T}}}}}
onde {\displaystyle k_{B}} é a constante de Boltzmann, T é a temperatura e E(q) é a energia do estado q. Além disso, a probabilidade de um determinado estado q ocorrer é dada por
{\displaystyle P(q)={\frac {\mathrm {e} ^{-{\frac {E(q)}{k_{B}T}}}}{Z}}}
Aqui, vemos que os estados de energia muito alta têm pouca probabilidade de ocorrência, um resultado que é consistente com a intuição.
A abordagem estatística pode funcionar bem em sistemas clássicos quando o número de graus de liberdade (e assim o número de variáveis) é tão grande que a solução exata não é possível, ou não é realmente útil. A mecânica estatística também pode descrever o trabalho na dinâmica não-linear, teoria do caos, física térmica, dinâmica dos fluidos (particularmente nos números de Knudsen elevados) e física de plasmas.
Embora alguns problemas em física estatística possam ser resolvidos analiticamente por meio de aproximações e expansões, as pesquisas mais atuais utilizam o poder de processamento de computadores modernos para simular ou aproximar soluções. Uma abordagem comum para problemas estatísticos é usar uma simulação de Monte Carlo para produzir uma ideia da dinâmica de um sistema complexo.